# The Meek Roosevelt Sykes
The Meek Roosevelt Sykes — студійний альбом американського блюзового музиканта Рузвельта Сайкса, випущений 1970 року лейблом Carson у Франції.

## Про альбом
Альбом записаний під час сесії, що відбулась в жовтні 1969 року на студії в Парижі, Франція. Сайксу, який грає на фортепіано та співає, акомпанують французькі музиканти: басист Анрі Тішіц та барабанщик Мішель Дені. Матеріал платівки включає 12 композицій, написаних Сайксом, окрім «Honeysuckle Rose», яка є кавер-версією популярної пісні Фетса Воллера 1929 року. 
Вийшла платівка у 1970 році на французькому лейблі Carson, 1973 року перевидана в США на луїзіанському лейблі Стенлі Льюїса Jewel Records. 1976 року лейбл Inner City перевидав альбом в США. 
В 2007 році на CD перевиданні лейблом Fuel 2000 альбому під назвою The Honeydripper's Ball були додані дві бонусні композиції «Driving Wheel» і «Night Time Is The Right Time» (які Сайкс вперше записав ще у 1937 році).

## Реакція критиків
Оглядач AllMusic Юджин Чедберн в своїй рецензії поставив альбому оцінку 3 з 5, зазначивши, що «цей сет є типовим для сольних фортепіанних записів музиканта зразка 1970-х років. Альбом витриманий в дусі блюзу, однак час від часу дещо наближається до свінгу. Тут, зокрема, виділяються такі пісні, як «I Am in Love With a Lover» і «Dangerous Man», а також інструментальні «Roosevelt's Mood» і «Shaking the Boogie». «Safety Pin Blues» увібрала усі найкращі сторони виконавця: енергійне наповнення та ритм у поєднанні з розумним та дотепним текстом. 
Здається, це досить пристойний запис.».

## Список композицій
Автор музики і слів Рузвельт Сайкс, якщо не вказано інше. 
| Сторона А | Сторона А                              | Сторона А  |
| #         | Назва                                  | Тривалість |
| --------- | -------------------------------------- | ---------- |
| 1.        | «Shaking the Boogie» (інструментальна) | 2:45       |
| 2.        | «Safety Pin Blues»                     | 3:05       |
| 3.        | «Dangerous Man»                        | 2:12       |
| 4.        | «Spring Field Blues»                   | 2:40       |
| 5.        | «Roosevelt's Mood» (інструментальна)   | 4:35       |
| 6.        | «I Am in Love With a Lover»            | 3:38       |

| Сторона В | Сторона В                            | Сторона В  | Сторона В    | Сторона В  |
| #         | Назва                                | Автор слів | Автор музики | Тривалість |
| --------- | ------------------------------------ | ---------- | ------------ | ---------- |
| 1.        | «Honeysuckle Rose»                   | Енді Разаф | Томас Воллер | 4:10       |
| 2.        | «Blue Bass»                          |            |              | 3:18       |
| 3.        | «Man Is in Trouble»                  |            |              | 3:53       |
| 4.        | «New Orleans Jump» (інструментальна) |            |              | 3:10       |
| 5.        | «Tall Heavy Mama» (інструментальна)  |            |              | 3:20       |
| 6.        | «Too Smart Too Soon»                 |            |              | 2:37       |

| Бонус-треки на CD перевиданні Fuel 2000 302 061 659 2 | Бонус-треки на CD перевиданні Fuel 2000 302 061 659 2 | Бонус-треки на CD перевиданні Fuel 2000 302 061 659 2 |
| #                                                     | Назва                                                 | Тривалість                                            |
| ----------------------------------------------------- | ----------------------------------------------------- | ----------------------------------------------------- |
| 1.                                                    | «Driving Wheel»                                       | 2:45                                                  |
| 2.                                                    | «Night Time Is The Right Time»                        | 3:39                                                  |

## Учасники запису
- Рузвельт Сайкс — вокал, фортепіано
- Анрі Тішіц — бас-гітара
- Мішель Дені — ударні

Технічний персонал
- Жільбер Моро — фотографія